# Carvalhópolis
Carvalhópolis es un municipio brasileño del estado de Minas Gerais. Su población estimada en 2004 era de 3.353 habitantes. El municipio fue creado en 1953, y se llamaba Caña del Reino. 
Su principal fiesta es la de São Sebastião.